# Arenaria montana
Espèce
Synonymes
- Alsinanthus montanus (L.) Desv.[1]
- Alsine caucasica Boiss.[1]
- Alsine montana Crantz[1]
- Arenaria caucasica (Boiss.) Fernald[1]
- Arenaria linearifolia Poir.[1]
- Arenaria montana subsp. linearifolia (Poir.) Font Quer[1]
- Arenaria pyrenaica Steud.[1]
- Bigelowia montana Raf.[1]
- Willwebera montana (L.) Á.Löve & D.Löve[1]

Arenaria montana, la Sabline des montagnes, est une espèce de plantes herbacées de la famille des Caryophyllacées.

## Liste des sous-espèces et variétés
Selon Tropicos (28 janvier 2022) (Attention liste brute contenant possiblement des synonymes) :
- Arenaria montana subsp. intricata (Ser.) Pau
- Arenaria montana subsp. linearifolia (Poir.) Font Quer
- Arenaria montana subsp. valentina (Boiss.) Malag.
- Arenaria montana var. intricata Ser.